# Ногаидели, Зураб Теймуразович
Зура́б Тему́рович Ногаиде́ли (груз. ზურაბ თემურის ძე ნოღაიდელი; род. 22 октября 1964, Кобулети, Грузинская ССР) — грузинский политический деятель. Премьер-министр Грузии в 2005—2007 годах, лидер политической партии «Справедливая Грузия».

## Образование
Окончил физический факультет МГУ им. М. В. Ломоносова.

## Трудовая деятельность
- 1988—1991 — работал в Институте географии АН Грузии
- 1992 — депутат парламента республики.
- 1999 — депутат Парламента Грузии по партийному списку «Союза граждан Грузии». В парламенте вошёл в одноименную фракцию. Был избран председателем Комитета по налогам и доходам.
- 2001—2002 — министр финансов.
- После ухода в отставку работал в коммерческом банке и партнёром в консультационной фирме.
- 27 ноября 2003 — министр финансов.
- 17 февраля 2005 — ноябрь 2007 — премьер-министр Грузии.

## Семья
Женат, есть двое детей.